# Брикман, Игорь Михайлович
Игорь Михайлович Брикман (род. 15 июня 1958, Ярославль, РСФСР, СССР) — советский спортсмен, акробат. Мастер спорта России международного класса. Заслуженный мастер спорта СССР (1986). Воспитанник ярославского тренера В. Г. Беляйкова.

## Биография
В 8 лет вместе с братом Олегом, которому на тот момент было 12, был отдан в спортивную секцию акробатики.
Начало своего спортивного пути братья постигали в парной акробатике, а затем и в «четверке», где успешно выполнили нормативы в категории мастер спорта. Впоследствии сменил направление и в рамках акробатической секции занялся прыжками на батуте и на дорожке, где также успешно выполнили нормативы в категории мастер спорта.
Под началом тренера В. Г. Беляйкова первым исполнил такие трюки, как двойной твист согнувшись с поворотом, двойное сальто прогнувшись с поворотом во втором, и другие упражнения.
В 32 года стал чемпионом СССР.
Работает тренером в г. Ярославле.
C 2012 года является тренером молодежной сборной России по фристайлу (акробатическая часть).
Награды подопечных:
- Илья Буров - бронза в лыжной акробатике на Олимпийских играх в Пхенчхане 2018, 2021
- Максим Буров - Хрустальный Глобус 2017, 2018 и 2020,2021, золото Чемпионатов Мира по лыжной акробатике 2019, 2021
- Любовь Никитина - серебро и бронза Чемпионатов Мира по лыжной акробатике 2019, 2021
- В командной лыжной акробатике (2 мужчин, 1 женщина) у России золото Чемпионата Мира по лыжной акробатике 2021 и бронза 2019-го

## Награды
- Абсолютный чемпион мира по спортивной акробатике 1984, 1986
- Чемпион мира в акробатических упражнениях 1982
- Призёр чемпионата мира по спортивной акробатике 1978
- Победитель Кубка мира 1985
- Чемпион Европы 1984, 1985, 1986
- Чемпион первенства СССР 1978, 1980, 1982, 1984, 1985
- Призёр первенства СССР 1979, 1981, 1986, 1989
- Обладатель Кубка СССР
- Заслуженный тренер Российской Федерации
- Указом Президента Российской Федерации от 10 сентября 2012 года присвоено почетное звание «Заслуженный работник физической культуры Российской Федерации».